# Собор Марии Магдалины (Мадрид)
Собор Святой Равноапостольной Марии Магдалины (исп. Iglesia de Santa María Magdalena) — православный храм в Мадриде, кафедральный собор Испанско-Португальской епархии Русской православной церкви.
При храме действует культурный центр «Русский Дом».

## История
В 1761 году в Мадриде при российском посланнике в Испании Петре Репнине была устроена первая домовая церковь во имя святой равноапостольной Марии Магдалины. Домовая церковь святой равноапостольной Марии Магдалины несколько раз переезжала вместе с посольством. В 1882 году церковь была упразднена в связи с сокращением государственных расходов, иконостас и утварь были перевезены в Буэнос-Айрес.
В 2002 году был образован приход Московского Патриархата в честь Рождества Христова, арендующий помещения бывшей мебельной мастерской.
Вопрос о строительстве постоянного храма обсуждался давно, но перелом в его решении произошёл в марте 2009 года, после визита в Испанию Президента России Дмитрия Медведева. 1 марта 2009 года супруга главы государства Светлана Медведева посетила русский приход, а 2 марта мэр Мадрида Альберто Руис-Гальярдон пообещал решить вопрос о выделении участка земли для строительства храма Русской православной церкви.
В Министерстве культуры Испании был зарегистрирован Христорождественский фонд, который возглавил настоятель прихода священник Андрей Кордочкин. В состав Попечительского совета вошли руководитель Управления Московской Патриархии по зарубежным учреждениям архиепископ Егорьевский Марк (Головков) и проживающая в Мадриде Мария Владимировна Романова.
9 июля 2010 года в результате усилий Посольства России в Мадриде и лично посла Александра Кузнецова было подписано соглашения о выделении городскими властями Мадрида участка земли под строительство русского храма. Участок площадью 756 м² расположен в престижном районе, недалеко от станции метро Pinar del Rey. Проект храма выполнен московским архитектором А. Р. Воронцовым в сотрудничестве с испанским архитектором Хесусом Сан Висенте.
5 октября 2011 года было получено разрешение на строительство. Освящение закладного камня наметили на начало декабря 2011 года в рамках закрытия Года России в Испании.
6 декабря 2011 года архиепископом Егорьевским Марком (Головковым) и епископом Корсунским Нестором (Сиротенко), в присутствии Светланы Медведевой, был освящен закладной камень будущего храма.

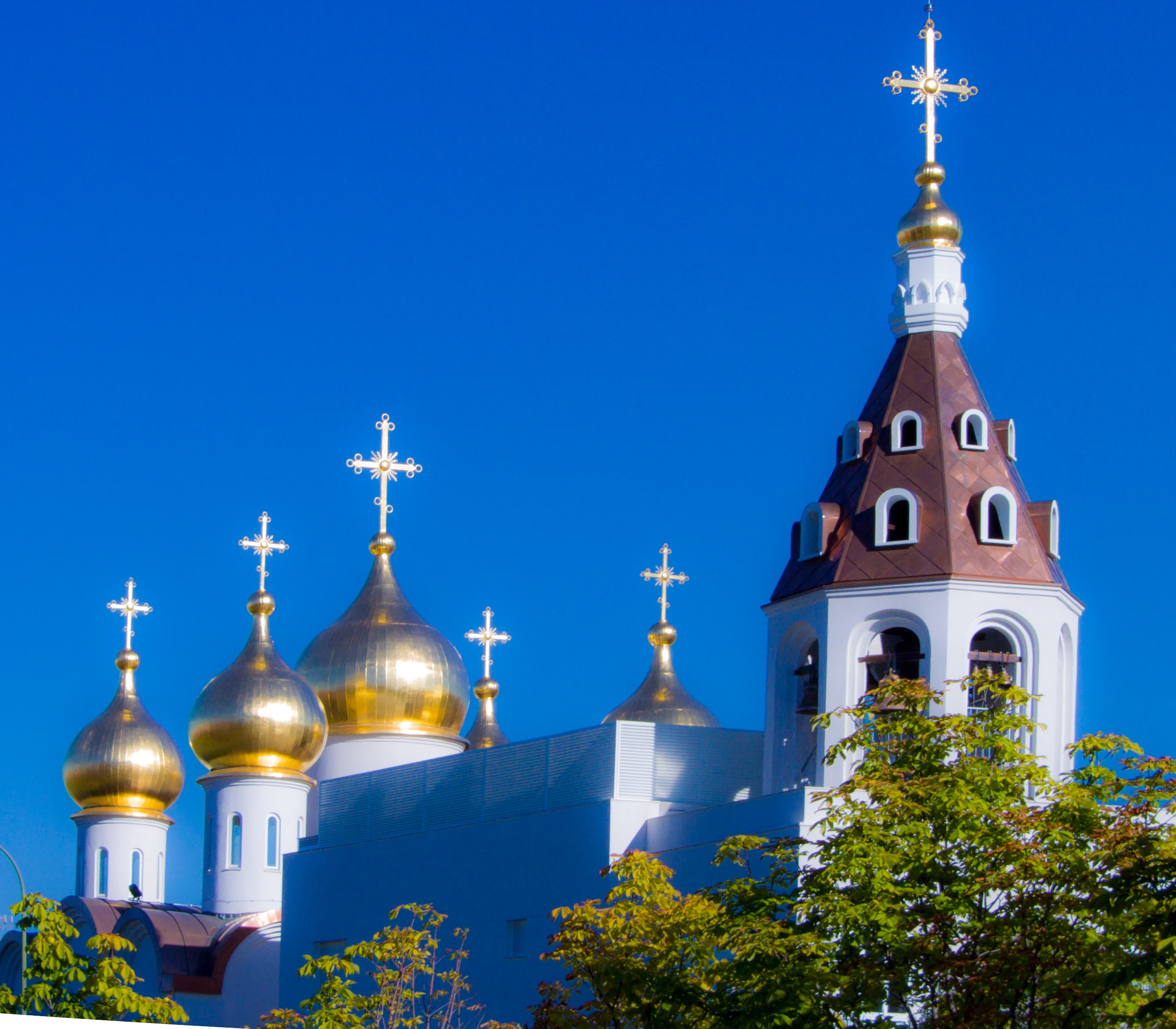
Колокольня собора

Здание было построено в неорусском стиле, с пятью позолоченными куполами, которые символизируют Христа и четырёх Евангелистов. Комплекс включает также дополнительное здание для проживания и культурного центра «Русский Дом».
19 мая 2013 года, в неделю святых жен-мироносиц, епископ Корсунский Нестор (Сиротенко) совершил малое освящение и первую архиерейскую Литургию. Прихожанами храма стали проживающие в Мадриде русские, украинцы, грузины и молдаване, но также и испанцы.
В сентябре 2014 года посольство Российской Федерации в Испании и храм святой равноапостольной Марии Магдалины в Мадриде совместными усилиями собрали около 700 килограммов одежды для беженцев, оказавшихся в России в результате вооруженного конфликта на востоке Украины.
18 января 2019 года архиепископ Нестор подписал указ о придаче храму святой равноапостольной Марии Магдалины статуса кафедрального собора епархии.

### Конфликт
В ноябре 2022 года стало известно о поступившем в Московскую Патриархию заявлении 160 прихожан храма, в котором сообщается, что служащий в храме о. Андрей (Кордочкин) демонстративно не молится за Россию, ее воинов, а также за убиенных на земле российской. Молитва, по словам прихожан, читалась только о погибших на земле украинской. В феврале 2023 года был запрещен в священнослужении на три месяца, в октябре того же года вышел за штат.